# Mohamed Zain bin Serudin
Mohamed Zain bin Haji Serudin (Kampong Lurung Sekuna, 30 agosto 1936) è un politico bruneiano, ministro degli Affari Religiosi fin dal 1986, anno della creazione di tale ministero.

## Biografia
Nel 1963 fu il primo bruneiano a laurearsi all'Università Al-Azhar; nello stesso anno fu nominato vice Gran Cadì e nel 1967 Gran Cadì. 
La carriera politica iniziò nel 1965 con la nomina a segretario del Dipartimento affari religiosi; nel 1970 divenne primo funzionario degli Affari religiosi e nel 1986 ministro.
Mohamed Zain è anche uno scrittore, non solo in materia religiosa ma anche di racconti: nel 1991 è stato premiato al South East Asia Written Awards di Bangkok.